# David Dellinger
Pour les articles homonymes, voir Dellinger.
David Dellinger (22 août 1915 – 25 mai 2004) est l'un des militants pacifistes et non violents les plus influents du XXe siècle aux États-Unis.

## Biographie
Né dans une famille fortunée à Wakefield (Massachusetts), David Dellinger est le fils de Raymond Dellinger, un diplômé de l'université Yale et avocat réputé, sympathisant du Parti républicain et ami du président Calvin Coolidge, et de Maria Fiske. Sa grand-mère maternelle, Alice Bird Fiske, était une membre active des Daughters of the American Revolution,.
Comme son père, il fait ses études supérieures à l'université Yale, avant de les poursuivre en Angleterre, à Oxford. Il étudia la théologie à l'Union Theological Seminary avec l'intention de devenir un ministre congrégationaliste. A Yale, Dellinger est un camarade et ami de l'économiste Walt Rostow. Rejetant son milieu aisé, il quitte momentanément Yale pour vivre avec les SDF durant la période de la Grande Dépression. Pendant sa période à l'université d'Oxford, il visite l'Allemagne nazie et conduit une ambulance durant la guerre civile en Espagne contre Franco : « After Spain, World War II was simple. I wasn't even tempted to pick up a gun to fight for General Motors, U.S. Steel, or the Chase Manhattan Bank, even if Hitler was running the other side » (« Après l’Espagne, la 2nd Guerre Mondiale fut facile. Je n'étais même pas tenté de prendre un pistolet pour combattre pour General Motors, U.S. Steel ou la Chase Manhattan Bank, même si Hitler était de l'autre côté »).
À la fin des années 1930, il devient membre du Parti socialiste d'Amérique et sera également actif au sein de la War Resisters League (en) (Internationale des résistants à la guerre).
En 1940, comme sept autres objecteurs de conscience, il refuse  d'effectuer le service militaire et est emprisonné pendant un an. Au cours d'un autre emprisonnement pour insoumission en 1943, il est instigateur d'une grève de la faim contre la ségrégation des prisonniers noirs et blancs et le système carcéral en général.
Au cours des années 1950 et 1960, il participe à de nombreuses marches dans le Sud et conduit des grèves de la faim en prison. Au fur et à mesure que les États-Unis s'enfoncent dans la guerre du Viêt Nam, Dellinger applique les principes de non-violence édictés par Gandhi dans son engagement au sein du mouvement d'opposition à la guerre, dont le point d'orgue est le procès des « Chicago Seven ».
Dellinger entretient des contacts et amitiés avec diverses personnalités comme Eleanor Roosevelt, Hô Chi Minh, Martin Luther King, Abbie Hoffman, A.J. Muste, Greg Calvert, David McReynolds, ainsi que plusieurs membres des Black Panthers, dont Fred Hampton auquel il voue une grande admiration. Comme président du Fifth Avenue Vietnam Peace Parade Committee, il travaille avec de nombreuses organisations anti-guerre et est notamment l'organisateur de la marche sur le Pentagone du 21 octobre 1967 que Norman Mailer a racontée dans son livre Les Armées de la nuit.

## Procès desChicago Seven
Dans les années 60, tandis que l'Amérique s'impliquait davantage dans le conflit avec le Vietnam, Dellinger appliqua les principes de non-violence de Gandhi dans son mouvement anti-guerre. Un paroxysme a été atteint durant le procès des Chicago Seven où Dellinger et d'autres personnalités ont été soupçonnés de conspiration contre le pays avec l'intention de provoquer des émeutes, en lien avec les protestations qui ont interrompu la Convention nationale démocrate de 1968,. Le procès a évolué vers une sphère plus médiatique, avec la remise en question de la pertinence de la guerre du Vietman. En février 1970, ils sont acquittés de la charge de conspiration, mais cinq accusés, dont Dellinger, sont condamnés pour les émeutes.
La manière dont le juge Julius Hoffmann a conduit le procès et le fait que le FBI avait mis les avocats de la défense sur écoute ont permis d'obtenir l'annulation des condamnations deux ans plus tard. Bien que les citations pour outrage aient été confirmées, personne n'a été condamné,.

## Activités subséquentes au procès desChicago Seven
Dellinger a participé à la réunion de décembre 1971 sur la musique et les opinions politiques en faveur de John Sinclair, emprisonné.
À la fin des années 1970, Dellinger a passé deux ans comme enseignant dans le Goddard College's Adult Degree Programm et au Vermont College. En 2001, Dellinger a été invité à dire le discours d'ouverture à la classe de diplômés du programme résidentiel de premier cycle de Goddard.
En 1986, durant la 50e réunion de sa classe de Yale (promo 1936), il écrivit sur le livre d'or : « Lest my way of life sounds puritanical or austere, I always emphasize that in the long run one can't satisfactorily say no to war, violence, and injustice unless one is simultaneously saying yes to life, love, and laughter. » pouvant être traduit par « De peur que mon mode de vie ne semble puritain ou austère, je souligne toujours qu'à long terme, on ne peut pas dire non à la guerre, à la violence et à l'injustice de manière satisfaisante si on ne dit pas simultanément oui à la vie, à l'amour et au rire. »
Pour son engagement en tant que porte-parole d'un mouvement prônant des valeurs pacifistes, Dellinger fut récompensé du Peace Abbey Courage of Conscience en Septembre 1992.
En 1996, durant la première Convention nationale démocratique tenue à Chicago depuis les évènements du procès des Chicago Seven, Dellinger et son petit-fils ont été arrêtés avec d'autres personnalités durant un sit-in au Chicago's Federal Building.
En 2001, il fut membre actif d'un groupe de jeunes activistes de Montpelier (Vermont) et de la ville de Québec qui protesta contre la création d'une zone de libre échange.

## Mort
Il meurt à Montpelier, dans le Vermont, en 2004, après un long séjour à la Heaton Woods Nursing Home.

## Publications
- Revolutionary Nonviolence: Essays by Dave Dellinger (1970)
- More Power Than We Know: The People's Movement Towards Democracy (1975)  (ISBN 0-385-00162-2)
- Vietnam Revisited: Covert Action to Invasion to Reconstruction (1986),  (ISBN 0-89608-320-9)
- From Yale to Jail: The Life Story of a Moral Dissenter (1993)  (ISBN 0-679-40591-7)
- « Why I Refused to Register in the October 1940 Draft and a Little of What It Led To » (1999), dans Gara, Larry et Lenna Mae Gara (dir), A Few Small Candles: War Resistors of World War II Tell Their Stories, Kent, OH. Kent State University Press.  (ISBN 0-87338-621-3).